# Sandseryd
För andra betydelser, se Sandseryd (olika betydelser).
Sandseryd är en kyrkby i Sandseryds socken i Jönköpings kommun belägen cirka åtta kilometer sydväst om Jönköping.
I Sandseryd ligger Jönköpings flygplats och Sandseryds kyrka, som är från 1600-talet.
Strax utanför Sandseryd ligger Skinnarebos golfbana.
Byn är koncentrerad till ett 30-tal hus. Sandseryd är en jordbruksbygd med spår av gamla skiften, det vill säga med spridda ägor utanför själva byn.